# M'Chedallah
M'Chedallah è un comune dell'Algeria, situato nella provincia di Bouira.